# Harold Pinter

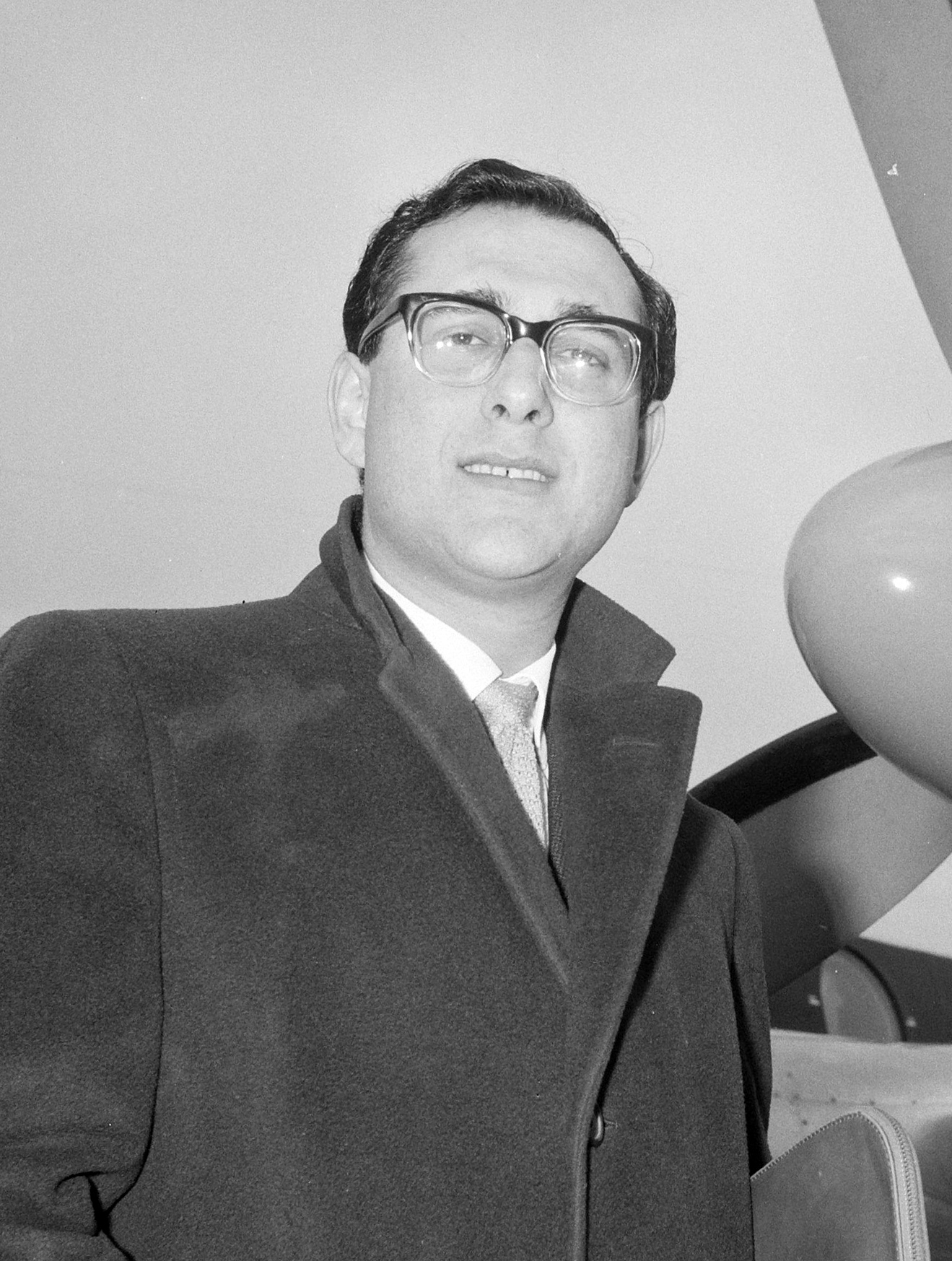
Harold Pinter (1962)

Harold Pinter (Londen, 10 oktober 1930 – aldaar, 24 december 2008) was een Brits toneelschrijver en Nobelprijswinnaar. Hij werd een vooraanstaand Brits toneelschrijver in de jaren '50 en '60 van de twintigste eeuw.

## Levensloop
Pinter werd geboren in het Londense East End. Na een korte studie aan de beroemdste toneelschool van Engeland, de Royal Academy of Dramatic Art, sloot hij zich aan bij een rondtrekkend toneelgezelschap. Tot 1957 werkte hij onder het pseudoniem "David Baron" als acteur bij verschillende groepen en bij de radio. Tussen de engagementen door verdiende hij de kost als kelner, bordenwasser en verkoper, terwijl hij tegelijk zijn acteursopleiding voortzette aan de "Central School of Speech and Drama".
Voordat Pinter in 1957 zijn eerste stuk, The Room, schreef, had hij al vele korte prozastukjes en gedichten geproduceerd. In hetzelfde jaar voltooide hij zijn eerste avondvullende stuk, The Birthday Party, waarvan de première geen succes werd, en de eenakter The Dumb Waiter. Pinters echte doorbraak als toneelschrijver kwam in 1960 met het avondvullende stuk The Caretaker, dat werd bekroond met de "Evening Standard Award". Het is in 1963 verfilmd door Clive Donner en won dat jaar op het filmfestival van Berlijn de Zilveren Beer. Het volgende jaar kwam een ander stuk van hem uit dat grote faam heeft verworven, The Homecoming (1964).
In 1975 huwde Pinter Lady Antonia Fraser.
Recentere stukken van Harold Pinter zijn onder meer:
- Betrayal (1978)
- Family Voices (1980)
- Mountain Language (1988)
- Moonlight (1993)
- Ashes to Ashes (1996)
- Celebration (1999)
- Remembrance of Things Past (2000).

## Kenmerken
In het vroege werk van Pinter was een aantal opvallende kenmerken te bespeuren. De handeling speelt zich steeds af in een gesloten ruimte, meestal een kamer, en de personen worden in hun veiligheid bedreigd door onverklaarbare vijandigheden van een buitenstaander. Dreiging is altijd een belangrijk motief in Pinters werk gebleven, zij het dat in zijn latere stukken de dreiging minder expliciet vanuit de buitenwereld afkomstig is, maar meer uit een geheimzinnige interactie tussen de personages ontstaat. Deze verschuiving gaat gepaard met een verandering in het sociale milieu waartoe zijn karakters behoren. Hun dialogen dragen de kenmerken van alledaags taalgebruik. De situatie lijkt aanvankelijk heel normaal. Allengs ontstaat door het binnendringen van een buitenstaander een spanning die kan uitlopen op gewelddadigheid.
In The Room tast de komst van een blinde zwarte man het veilige bestaan van een middelbaar echtpaar aan. Een onzichtbare dreiging beheerst The Dumb Waiter, waarin twee beroepsmoordenaars in een smerig vertrek wachten op hun volgende opdracht, terwijl in The Birthday Party een kostganger door twee indringers wordt vernederd en weggevoerd.
Pinter wist door middel van tegenstrijdige beweringen en oncontroleerbare uitspraken vragen op te roepen die niet te beantwoorden zijn. Juist dat maakt zijn stukken zo fascinerend. In The Caretaker, waarin een zwerver tijdelijk onderdak krijgt in het huis van twee broers, maakt Pinter subtiel gebruik van dit middel. In de opvatting van de auteur bestaat tussen waarheid en onwaarheid geen duidelijk verschil, evenmin als tussen werkelijkheid en onwerkelijkheid. Niets is te verifiëren, en dit leidt tot een effect van raadselachtige onwezenlijkheid.
Seksuele verwarring speelt een rol in eenakters als The Collection en The Lover. In het eerste stuk worden een heteroseksueel en een homoseksueel met elkaar geconfronteerd. Gefingeerd overspel is het thema van The Lover. Beide stukken werden als televisiespel geschreven.

## Nobelprijs
Pinter won in 2005 de Nobelprijs voor Literatuur. De toekenning aan hem, hoewel niet omstreden, kwam onverwacht. Doordat enkele dagen voor de bekendmaking in 2005 duidelijk werd dat er in 2004 onenigheid in het Nobelprijscomité was geweest over de prijs voor Elfriede Jelinek, rees het vermoeden dat ditmaal Pinter als compromiskandidaat de prijs kreeg.
Op 7 december 2005 aanvaardde Pinter de prijs met een lezing getiteld Art, Truth & Politics ("kunst, waarheid en politiek"). Ongeveer een kwart van die lezing was gewijd aan Pinters eigen werk, en aan de vraag wat artistieke waarheid is. Maar waarheid in de politiek, vervolgt hij, is iets geheel anders: iedereen weet van de verschrikkingen van het voormalig Oostblok, maar er is veel minder aandacht voor de wandaden van de Verenigde Staten en haar bondgenoten. Om dat recht te zetten geeft hij een uitgebreide beschrijving van de "interventie" in Nicaragua, en noemt en passant nog een reeks andere landen waar vele honderdduizenden stierven, mede als gevolg van de Amerikaanse politiek. Alleen, dat weet niemand:
Het is nooit gebeurd. Niets is er ooit gebeurd. Zelfs terwijl het gebeurde, gebeurde het niet. Het deed niet ter zake. Het was van geen belang. De misdaden van de Verenigde Staten zijn systematisch, niet-aflatend, kwaadaardig, meedogenloos, maar slechts zeer weinigen spreken erover. Dat moet je Amerika nageven. Het oefent over de hele wereld een zeer klinische machtsmanipulatie uit en doet zich daarbij voor als een kracht die allen ten goede komt.
Het nieuwste voorbeeld is de inval in Irak, "een overduidelijke daad van staatsterrorisme". En hoewel ook vele Amerikanen walgen van de VS-politiek, weet Pinter "dat president Bush vele uiterst vaardige speechschrijvers heeft": met taal (Pinter komt op zijn uitgangspunt terug) sust de politiek mensen in slaap.
Hier moet ook het Verenigd Koninkrijk onder de loep genomen worden: premier Tony Blair loopt als een schoothondje achter president George W. Bush aan. Bush en Blair zouden voor het Internationaal Strafhof moeten worden gedaagd. De VS erkent het Strafhof niet, dus hoeft Bush daar ook geen verantwoording af te leggen; anders is het met Blair, zegt Pinter, en we hébben zijn adres.
Pinter was erelid van de National Secular Society.

### Toneelstukken
- The Room (1957)
- The Birthday Party (1957)
- The Dumb Waiter (1957) (vert. 'De dienstlift')
- A Slight Ache (1958)
- The Hothouse (1958)
- The Caretaker (1959)
- A Night Out (1959)
- Night School (1960)
- The Dwarfs (1960)
- The Collection (1961)
- The Lover (1962)
- Tea Party (1964)
- The Homecoming (1964)
- The Basement (1966)
- Landscape (1967)
- Silence (1968)
- Old Times (1970)
- Monologue (1972)
- No Man's Land (1974)
- Betrayal (1978)
- Family Voices (1980)
- Other Places (1982)
- A Kind of Alaska (1982)
- Victoria Station (1982)
- One For The Road (1984)
- Mountain Language (1988)
- The New World Order (1991)
- Party Time (1991)
- Moonlight (1993)
- Ashes to Ashes (1996)
- Celebration (1999)
- Remembrance of Things Past (2000)

### Sketches
- The Black and White (1959)
- Trouble in the Works (1959)
- Last to Go (1959)
- Request Stop (1959)
- Special Offer (1959)
- That's Your Trouble (1959)
- That's All (1959)
- Interview (1959)
- Applicant (1959)
- Dialogue for Three (1959)
- Night (1969)
- Precisely (1983)
- Press Conference (2002)
- Apart from that (2006)

### Hoorspelen
- Voices (2005; met componist James Clarke)

### Filmscenario's
- The Caretaker (1963)
- The Servant (1963)
- The Pumpkin Eater (1963)
- The Compartment (1963) (niet verfilmd, bewerkt voor toneel als The Basement)
- The Quiller Memorandum (1965)
- Accident (1966)
- The Birthday Party (1968)
- The Go-Between (1969)
- The Homecoming (1969)
- Langrishe, Go Down (1970; bewerkt voor TV 1978; film uitgebracht 2002)
- The Proust Screenplay (1972; gepubliceerd 1978, niet verfilmd; bewerkt voor toneel door Pinter en regisseur Di Trevis als Remembrance of Things Past)
- The Last Tycoon (1974)
- The French Lieutenant's Woman (1981)
- Betrayal (1982, 1983)
- Victory (1982; gepubliceerd maar niet verfilmd)
- Turtle Diary (1984)
- The Handmaid's Tale (1987)
- Reunion (1988)
- Heat of the Day (1988; bewerkt voor TV)
- The Comfort of Strangers (1989)
- Party Time (1992; bewerkt voor TV)
- The Trial (1993)
- Lolita (1994; ongepubliceerd; verfilmd pas in 1997)
- The Dreaming Child (1997; gepubliceerd, maar niet verfilmd)
- The Tragedy of King Lear (2000; ongepubliceerd en niet verfilmd)
- Sleuth (2007)

### Proza
- Kullus (1949)
- The Dwarfs (1952/1956)
- Latest Reports from the Stock Exchange (1953)
- The Black and White (1954-55)
- The Examination (1955)
- Tea Party (1963)
- The Coast (1975)
- Problem (1976)
- Lola (1977)
- Short Story (1995)
- Girls (1995)
- God's District (1997; ongepubliceerd)
- Sorry About This (1999)
- Tess (2000)
- Voices in the Tunnel (2001)

### Verzamelde poëzie
- Poems (1971)
- I Know the Place (1977)
- Poems and Prose 1949-1977 (1978)
- Ten Early Poems (1990)
- Collected Poems and Prose (1995)
- "The Disappeared" and Other Poems (2002)

### Bloemlezingen en andere verzamelwerken
- 99 Poems in Translation: An Anthology Selected by Harold Pinter, Anthony Astbury, & Geoffrey Godbert (1994)
- 100 Poems by 100 Poets: An Anthology Selected by Harold Pinter, Anthony Astbury, & Geoffrey Godbert (1987; heruitgave 1992)
- War (2003)
- Various Voices: Prose, Poetry, Politics 1948-2005 (1998; heruitgave 2005)
- Death etc. (2005)
- The Essential Pinter (2006)